# Râul Sădurel
Râul Sădurel este un curs de apă, afluent al râului Sadu. Se formează la confluența a două brațe: Izvorul Negovanului și Valea Comenzii